# Imperativo categorico

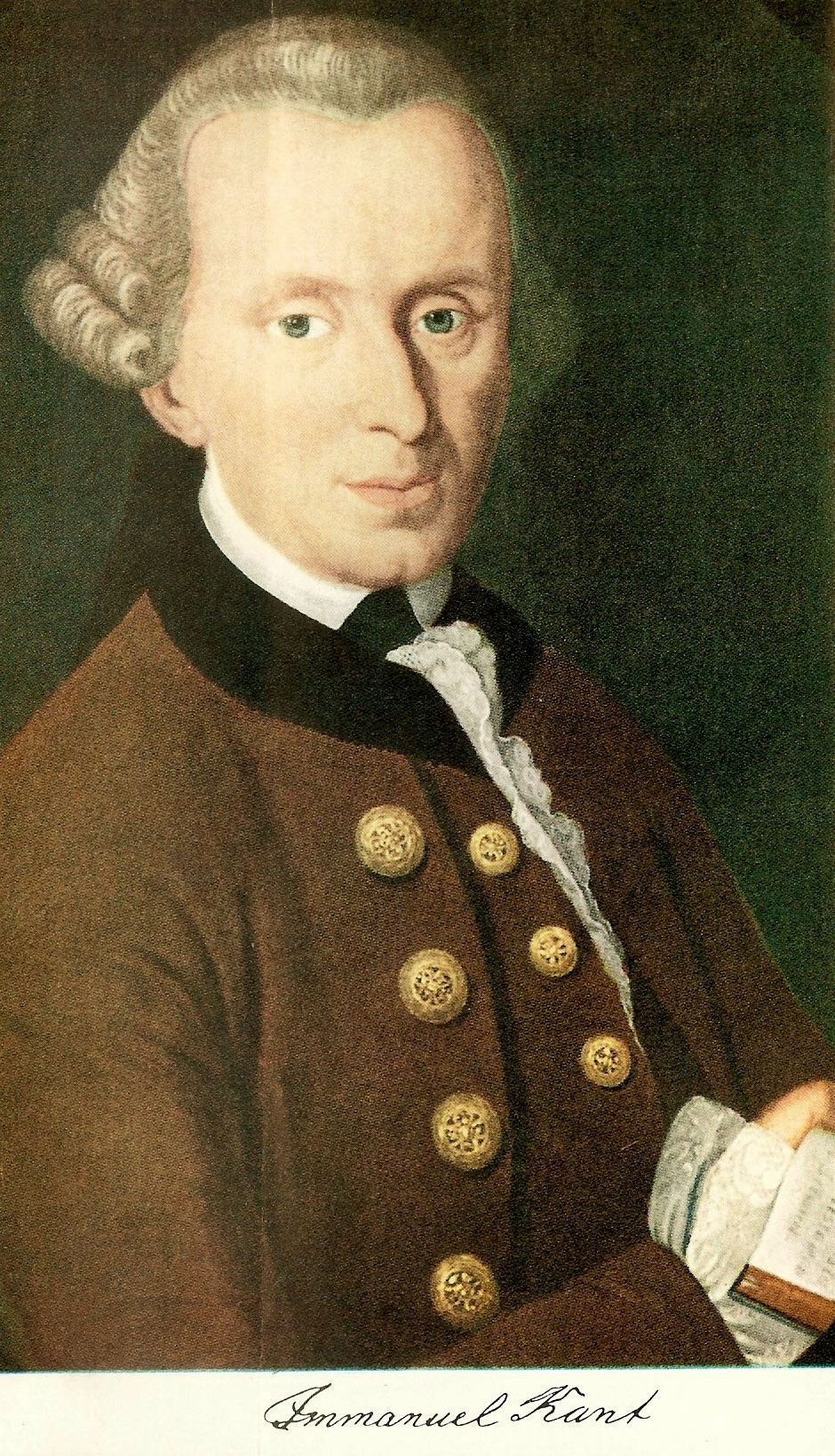
Immanuel Kant

L'imperativo categorico è il  principio centrale nella filosofia morale di Immanuel Kant, così come dell'etica deontologica moderna, altrimenti chiamata legge morale.
Introdotto nella Fondazione della metafisica dei costumi (1785), potrebbe essere definito come lo standard della razionalità da cui tutte le esigenze morali derivano.

## Descrizione
Secondo Kant, gli esseri umani occupano uno speciale posto nella creazione, nella quale la moralità può essere definita come somma ultima dei comandamenti della ragione, o imperativi, da cui ciascun uomo deriva tutte le altre obbligazioni e i doveri. Egli definì un imperativo come una proposizione che dichiara una certa azione (o anche un'omissione) essere necessaria. Mentre la massima è un principio soggettivo, l'imperativo categorico è invece un principio oggettivo; l'intenzione è poi il fondamento intrinseco della massima. L'etica di Kant si riferisce a massime e ciò a cui attribuisce grande importanza è l'intenzione.
Un imperativo ipotetico costringe all'azione in determinate circostanze: se io desidero dissetarmi devo assolutamente bere qualcosa.
Un imperativo categorico, d'altro canto, denota un'assoluta e incondizionata richiesta: un "devi" incondizionato, che dichiara la sua autorità in qualsiasi circostanza, entrambi necessari e giustificati come un fine in sé stesso. È meglio nota nella sua prima formulazione:
"agisci soltanto secondo quella massima che, al tempo stesso, puoi volere che divenga una legge universale"
ma esistono (per renderlo più vicino all'intuizione e al sentimento) altre tre formulazioni dello stesso imperativo categorico:
" Agisci in modo tale che la massima della tua azione possa diventare una legge universale della natura" Ibidem pag.79.
"agisci in modo da trattare l’umanità, sia nella tua persona sia in quella di ogni altro, sempre anche come fine e mai semplicemente come mezzo."
e
"La volontà non è semplicemente sottoposta alla legge, ma lo è in modo da dover essere considerata auto-legislatrice e solo a questo patto sottostà alla legge."
Kant espresse estrema insoddisfazione per la cosiddetta filosofia popolare dei suoi tempi, credendo che non avesse potuto mai superare il livello degli imperativi ipotetici: una persona utilitarista direbbe che l'omicidio è sbagliato perché non massimizza il bene per il maggior numero di persone, ma questo è irrilevante per coloro i quali sono interessati solo nel massimizzare risultati positivi solo per sé stessi.
Conseguentemente Kant argomentò che i sistemi di morale ipotetici non possono convincere all'azione morale o essere visti come base per giudizi morali verso altri, perché gli imperativi sui quali si basano si rifanno troppo pesantemente a considerazioni soggettive. Egli presentò un sistema di morale deontologica basata sulle richieste degli imperativi categorici come alternativa.

## Natura del concetto
Dal punto di vista di Kant un atto morale è un atto che sarebbe giusto per qualsiasi tipo di persona, in circostanze simili a quelle nelle quali un agente si trova nel momento di eseguirlo. La facoltà che ci permette di prendere decisioni morali è chiamata ragion pratica pura, che è in contrasto con la ragion pura (la capacità di conoscere) e la semplice ragion pratica (che ci permette di interagire con il mondo dell'esperienza).
La guida alle azioni determinate dall'imperativo ipotetico ha un uso strumentale: ci dice cosa sia meglio raggiungere per i nostri obiettivi. Non ci dice, in ogni caso, niente circa i fini che dovremmo scegliere. Kant, viceversa, considera il giusto essere antecedente al buono come importanza assoluta; infatti sostiene che il buono raggiunto ha una irrilevanza morale.
La giusta moralità non può essere determinata con riferimento a niente di empirico o sensuale; si può determinare solo a priori, con ragion pratica pura. La ragione, separata dall'esperienza empirica, può determinare il principio secondo il quale tutti gli obiettivi possono essere determinati come morali. È questo principio fondamentale della ragione morale che è conosciuto come imperativo categorico.
La ragion pratica pura, nel determinarlo, determina cosa sarebbe necessario intraprendere senza riferimenti ai fattori contingenti empirici. Questo è il senso in cui la metaetica di Kant è oggettivista piuttosto che soggettivista. Le questioni morali sono determinate indipendentemente dal riferimento al particolare soggetto che viene loro posto.
È per il suo essere determinata dalla ragion pratica pura, piuttosto che dal particolare empirico o dai fattori sensoriali, che la moralità è universalmente valida. Questa morale universale è considerata come un aspetto distintivo della filosofia morale kantiana e ha avuto un grosso impatto sociale sui concetti politici e legali dei diritti umani e dell'uguaglianza sociale.

### Libertà ed autonomia
Kant vide l'individuo umano come un essere razionale autocosciente con una scelta di libertà "impura":

La facoltà di desiderare in base a concetti, nella misura in cui il motivo determinante della sua azione va individuato in lei stessa e non in un oggetto, si chiama facoltà di fare o di non fare a piacimento. In quanto legata alla coscienza della capacità della sua azione in vista della produzione dell'oggetto, essa si chiama arbitrio, mentre se è priva di questo legame, il suo atto si chiama aspirazione. La facoltà di desiderare, il cui motivo determinante interno, quindi anche il gradimento, è da cercare nella ragione del soggetto, si chiama volontà. La volontà è quindi la facoltà di desiderare considerata non tanto (come l'arbitrio) in rapporto all'azione, quanto piuttosto in rapporto al motivo determinante dell'arbitrio in vista dell'azione. Inoltre non ha di per sé in verità alcun motivo determinante, ma, in quanto può determinare l'arbitrio, la volontà è piuttosto la ragione pratica stessa.
Nell'ambito della volontà può rientrare l'arbitrio, ma anche la semplice aspirazione, in quanto la ragione può determinare la facoltà di desiderare in generale. L'arbitrio che può essere determinato dalla ragione pura, si chiama libero arbitrio. 
Quello che si lascia determinare soltanto dall'inclinazione (impulso sensibile, stimulus), sarebbe arbitrio animale (arbitrium brutum). Al contrario l'arbitrio umano è tale da venire sì sollecitato dall'impulso, ma non determinato, e non è dunque puro di per sé (prima di acquisire la prerogativa della ragione), ma può essere determinato ad agire dalla volontà pura.
Immanuel Kant,  Die Metaphysik der Sitten, 213 (Metafisica dei costumi, tr.it. a cura di Giuseppe Landolfi Petrone, testo tedesco a fronte, Milano, Bompiani, 2006, pp. 25-27) 

Per poter considerare una volontà "libera", dobbiamo intenderla capace di influenzare il potere causale senza essere essa stessa causata a fare ciò. Ma l'idea dell'essere di un libero arbitrio "senza legge", vale a dire un volere che agisce senza alcuna struttura causale, è incomprensibile. Dunque, un libero arbitrio dovrebbe agire sotto leggi che esso dà a sé stesso.
Sebbene Kant ammise che non vi potesse essere alcun esempio concepibile di esempio di libero arbitrio, perché un qualunque esempio ci mostrerebbe solo come una volontà come ci appare — come soggetto alle leggi naturali — in ogni caso argomentò contro il determinismo. Propose che il determinismo fosse inconsistente dal punto di vista logico: il determinista afferma che A ha causato B, e B ha causato C, che A è la vera causa di C.
Applicato al caso della volontà umana, un determinista potrebbe discettare sul fatto che la volontà non ha un potere causale perché qualcos'altro ha causato la volontà di agire come ha fatto. Ma tale argomentazione semplicemente assume cosa si era prefigurato di dimostrare; che la volontà umana non è parte della catena causale.
In secondo luogo Kant sottolinea che il libero arbitrio è intrinsecamente inconoscibile. Poiché dunque anche una persona libera non potrebbe avere la conoscenza della propria libertà, non possiamo usare le nostre sconfitte per trovare una prova del fatto che la libertà esiste o l'assenza di essa. Il mondo osservabile non potrebbe mai contenere un esempio di libertà perché non mostrerebbe mai una 'volontà' come appare a "se stessa", ma solo una 'volontà' che è soggetta alle leggi naturali imposte su di essa. Ma alla nostra coscienza appariamo come liberi: dunque trasse le conclusioni che per l'idea della libertà trascendentale questa sarebbe, libertà come presupposto della domanda "cosa sarebbe necessario che io faccia?".
Questo è ciò che ci dà base sufficiente per definire la responsabilità morale: il razionale e il potere dell'auto-realizzazione dell'individuo, che egli chiama "autonomia morale": «la proprietà che la volontà ha di essere una legge per essa stessa».

### Buona volontà, dovere e l'imperativo categorico
Dacché le considerazioni dei dettagli fisici dell'azione sono necessariamente legati alle preferenze soggettive di una persona, e potrebbero essere attivate senza l'azione del volere razionale, Kant concluse che le conseguenze che ci si attendeva di un atto sono esse stesse neutrali moralmente, e quindi irrilevanti alle delibere morali. L'unica base oggettiva per un valore morale dovrebbe essere la razionalità della buona volontà, espressa in riconoscimento del dovere morale.
Il dovere è la necessità di agire in rispetto della legge dettata dall'imperativo categorico. Poiché il suo valore morale non scaturisce dalle conseguenze di un atto, la sorgente della sua moralità dovrebbe essere semmai la massima sotto la quale l'atto è eseguito, senza rispettare tutti gli aspetti o le facoltà del desiderio. Un atto può dunque avere un contenuto morale se, e solo se, è eseguito con riguardo verso il senso del dovere morale; non è sufficiente che l'atto sia consistente con il dovere, deve essere intrapreso in nome dell'adempimento del dovere.